# Município de Brush Creek (condado de Muskingum, Ohio)
Localização do Ohio nos E.U.A.
O município de Brush Creek (em inglês: Brush Creek Township) é um local localizado no condado de Muskingum no estado estadounidense de Ohio. No ano 2010 tinha uma população de 1333 habitantes e uma densidade populacional de 16,9 pessoas por km².

## Geografia
O município de Brush Creek encontra-se localizado nas coordenadas 39° 49′ 39″ N, 81° 58′ 42″ O. Segundo o Departamento do Censo dos Estados Unidos, o município tem uma superfície total de 78.88 km², da qual 78,4 km² correspondem a terra firme e (0,61 %) 0,48 km² é água.

## Demografia
Segundo o censo de 2010, tinha 1333 pessoas residindo no município de Brush Creek. A densidade de população era de 16,9 hab./km².